# Nendoroid Generation
Nendoroid Generation (ねんどろいど じぇねれ～しょん?, Nendoroido Jenereshon) è un videogioco di ruolo sviluppato dalla Bandai Namco Games, Good Smile Company e Banpresto e pubblicato in Giappone dalla Bandai Namco Games per PlayStation Portable 23 febbraio 2012 ed ispirato alla linea di action figure Nendoroid. Il videogioco vede protagonisti versioni nendoroid versions di personaggi tratti dagli anime Steins;Gate, Touhou Project, Black Rock Shooter, Haruhi Suzumiya, Mahō shōjo Lyrical Nanoha, Zero no Tsukaima, Dog Days e Fate/stay night, oltre che della mascotte della Good Smile Company, Gumako.

## Personaggi

I sedici personaggi del videogioco.

Black Rock Shooter
- Black Rock Shooter
- Dead Master
- Black Gold Saw

Fate/Stay Night
- Saber
- Rider
- Rin Tohsaka
- Sakura Matou
- Ilya

Mahō shōjo Lyrical Nanoha
- Nanoha Takamichi
- Fate Testarossa
- Arf

Zero no Tsukaima
- Louise

La malinconia di Haruhi Suzumiya
- Haruhi Suzumiya
- Yuki Nagato
- Mikuru Asahina

Touhou Project
- Reimu Hakurei
- Marisa Kirisame
- Remilia Scarlet

Steins;Gate
- Makise Kurisu
- Mayuri Shiina

Dog Days
- Millihiore

Mascotte della Good Smile
- Gumako